# (1976) Kaverin
(1976) Kaverin es un asteroide que forma parte del cinturón de asteroides y fue descubierto el 1 de abril de 1970 por Liudmila Ivanovna Chernyj desde el Observatorio Astrofísico de Crimea, Naúchni.

## Designación y nombre
Kaverin recibió inicialmente la designación de 1970 GC.
Más tarde, se nombró en honor del astrónomo soviético Alekséi Aleksándrovich Kaverin (1904-1976), miembro del Instituto Pedagógico de Irkutsk.

## Características orbitales
Kaverin está situado a una distancia media del Sol de 2,381 ua, pudiendo alejarse hasta 2,558 ua. Su inclinación orbital es 2,372° y la excentricidad 0,07426. Emplea 1342 días en completar una órbita alrededor del Sol.